# Orthonotus rufifrons
Orthonotus rufifrons – gatunek pluskwiaka z podrzędu różnoskrzydłych i rodziny tasznikowatych (Miridae). Jedyny polski przedstawiciel rodzaju Orthonotus.

## Budowa ciała
Owad ma ciało długości od 3 do 4,4 mm o kształcie u samców smukłym i wydłużonym, a u samic trójkątnym w obrysie. Ciało brązowoczarne do czarnego. Ciemniejsze jest u samic. Jasne są odnóża i części czułków.

## Tryb życia
Pluskwiak ten jest ciepłolubny i występuje często w zbiorowiskach roślinności ruderalnej. Zwykle na pokrzywach. Imagines pojawiają się od lipca do września. Zimują jaja. Posiada jedno pokolenie rocznie.

## Występowanie
Owad ten występuje w całej prawie Europie oraz w krajach kaukaskich i Turcji. W Polsce do niedawna pospolity, jednak obecnie wydaje się ustępować.